# 飯塚西湖
飯塚 西湖（いいづか せいこ、弘化2年（1845年） - 昭和4年（1929年）12月6日）は、松江藩出身の明治期の漢詩人、法律学士。元の名は、飯塚静庵（せいあん）でのちに飯塚納（おさむ）と名を改める。西湖は号で、字は脩平。

## 経歴
1845年、出雲国松江生まれ。松江藩主の松平定安に命ぜられ、文久3年（1863年）の冬に江戸に出て、鉄砲洲慶應義塾に入塾し福澤諭吉から直接に学ぶ。慶應義塾就学時代の聡明さが勝海舟の目に止まり、海舟の推挙で維新政府の徴士となり、明治3年（1870年）にフランス留学を命ぜられ、明治13年（1880年）に帰朝している。
欧州留学中に、フランスでエミール・アコラス博士に師事して法制学を学ぶ。特に西園寺公望と深い親交があり、西園寺の後ろ盾を得てカール・マルクスに学ぶ機会を日本人として初めて与えられ、西園寺にマルクスを紹介した。明治6年（1873年）、留学中、普仏戦争で包囲されたパリを逃れてスイスに行き、そこで尊敬する西郷隆盛の辞職を聞いて故国に望みを断ち、スイス他欧州各国歴遊の旅に上り、ジュネーヴ湖畔の景観が郷里・松江を思わせるところからついに「西湖」（せいこ）と号を改めた。
帰国後に漢詩・漢文の腕を研き、明治14年（1881年）『東洋自由新聞』の発刊に参加して一時期民権運動に関係したが、次第に国家主義運動に傾倒するようになり、本田種竹、釈情潭らと関係を持つ。
麻布飯倉片町に紀州徳川家の文庫「南葵文庫の会」が発足すると、権藤成卿、小沢打魚、川崎紫山、内田良平（黒龍会主宰）、大江卓、樽井藤吉、山口弾正、大井憲太郎、小島文六、三浦伴八、兼松義整、綱島正興等と共に会員として発起人となり、毎月1回「南葵文庫」を主催し、及び会員の自宅で講演を行った。この南葵文庫を中心としたサークルは次第に右翼的な性格を持つ『老荘会』に関わるようになり、『老荘会』は更に発展して、大川周明・北一輝らの『猶存会』となった。

## 家族・親族
1875年、ジュネーブに留学中のニューヨーク出身のアメリカ人Paulin Richterと結婚（のちに離婚）。

## エピソード
カール・マルクスに唯一、直接会ったことがある日本人とされている。

## 著書
- 飯塚納著、権藤成卿編『西湖四十字詩』松木多賀司、1930年